# Chow Tai Fook Centre
Das Chow Tai Fook Centre ist ein 530 Meter hoher Wolkenkratzer in der chinesischen Stadt Guangzhou.

## Beschreibung
Zu Beginn des Projekts war es als East Tower, ein Zwillingsturm des bereits bestehenden Guangzhou International Finance Centers, geplant. Dieses Vorhaben wurde jedoch verworfen: So wurde der East Tower mit dem Namen Chow Tai Fook Center, benannt nach einer chinesischen Schmuckhandelskette, zwar gebaut und ist Teil des Komplexes, jedoch mit einem völlig anderen Design. Das nun von Kohn Pedersen Fox geplante Gebäude besitzt 111 Stockwerke und ist 530 Meter hoch. Damit ist es nur 11 Meter niedriger als das One World Trade Center in New York City. Das Hochhaus beherbergt, ähnlich wie das Guangzhou International Finance Center, Büros und ein Hotel. Seit seiner Fertigstellung 2016 ist das Chow Tai Fook Center das höchste Gebäude der Stadt.
Der Wolkenkratzer ist nicht zu verwechseln mit dem in Tianjin im Bau befindlichen Tianjin Chow Tai Fook Binhai Center, welches ebenfalls 530 Meter hoch werden soll.

## Bau

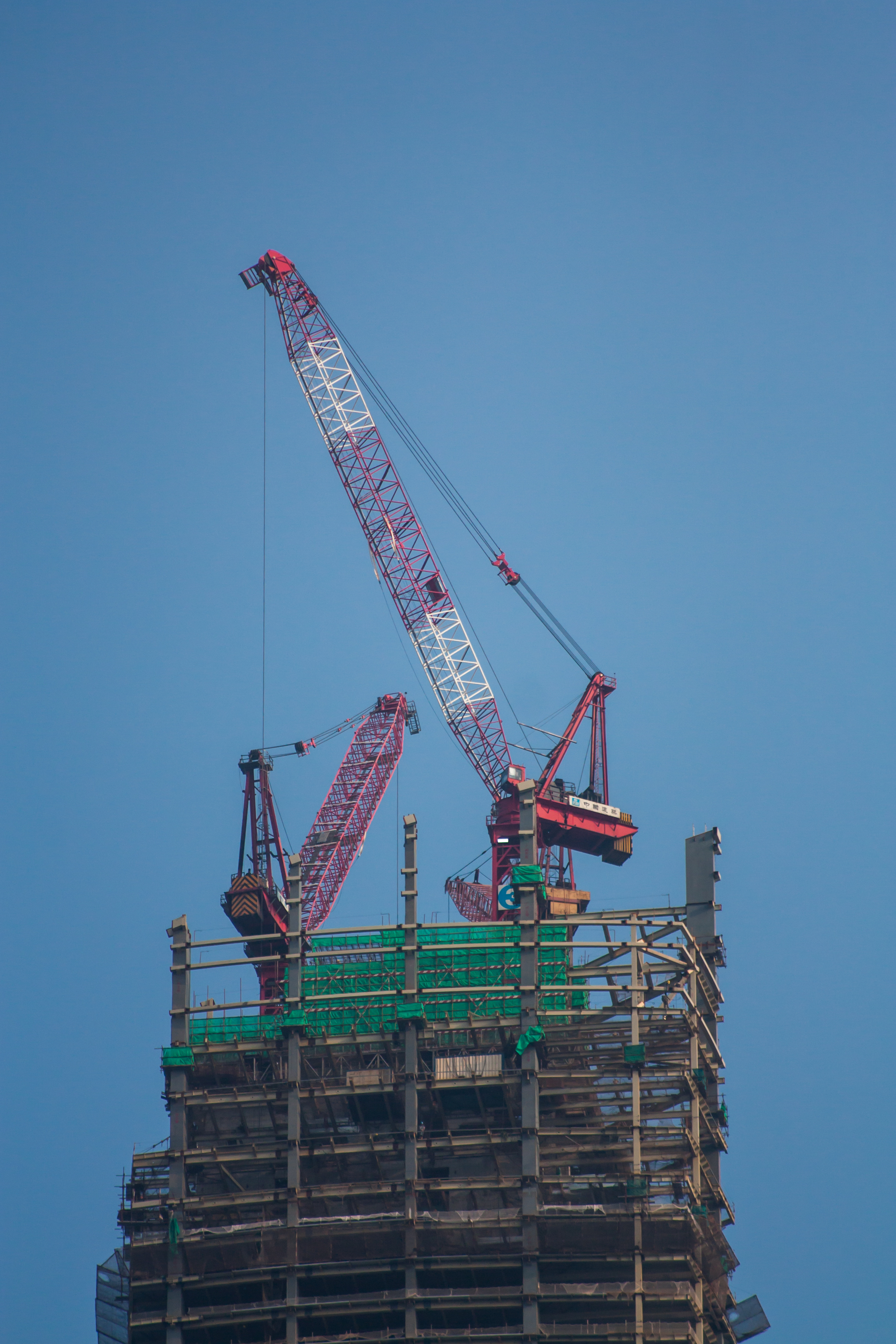
Bauarbeiten im Juni 2014

Im Frühjahr 2010 begann man mit dem Vorbereiten des Bauplatzes. Am 28. Juli 2010 wurde der Bau begonnen, indem der erste Baukran aufgebaut wurde sowie Gründungsarbeiten begannen. Im Dezember 2010 wurden die Bauarbeiten eingestellt und die Baumaschinen abtransportiert. Aus welchen Gründen der Bau gestoppt wurde, wurde nicht genannt. Im Oktober 2011 wurden die Bauarbeiten jedoch wieder aufgenommen, so wurden zwei Baukräne errichtet. Im Januar 2012 erreichte der Gebäudekern die Straßenhöhe. Im März 2012 wurde mit der Errichtung der oberirdischen Stockwerke begonnen. Seine Endhöhe erreichte es im Sommer 2014. Im Oktober 2016 wurde der Wolkenkratzer vollendet.